# Hylaeus cypricolus
Hylaeus cypricolus là một loài Hymenoptera trong họ Colletidae. Loài này được Warncke mô tả khoa học năm 1972.